# Усть-Бюр
Усть-Бюр, Усть-Бюрь (хак. Пӱӱр пилтірі) — село в Усть-Абаканском районе Республики Хакасии России. Образует сельское поселение Усть-Бюрский сельсовет.

## География
Расположено в горной местности, на Ачинско-Минусинской ветке линии Красноярской железной дороги (станция Усть-Бирь), в 105 км к северо-западу от райцентра пгт Усть-Абакана.

## История
Основано в 1920 году. В 1945—1949 годы здесь пребывали японские военнопленные, которые работали на лесозаготовках. В 1990 году японская делегация эксгумировала их захоронения и увезла прах на родину. В 1967 году воздвигнут памятник воинам-землякам, погибшим в Великой Отечественной войне. В 1999 году открыта церковь.
В апреле 2015 года село значительно пострадало от пожаров, было уничтожено 72 дома, пострадало 220 человек. 25 июня 2015 года в ходе проверки по восстановлению пострадавших районов Хакасии село Усть-Бюр посетил президент РФ В. В. Путин.

## Население
| 2002  | 2010  | 2012  | 2013  | 2014  | 2015  | 2016  |
| ----- | ----- | ----- | ----- | ----- | ----- | ----- |
| 2124  | ↗2134 | ↘2128 | ↘2118 | ↘2083 | ↘2045 | ↘1980 |
| 2017  | 2018  | 2019  | 2020  | 2021  |       |       |
| ↘1959 | ↘1939 | ↘1903 | ↘1891 | ↘1857 |       |       |

Число хозяйств: 712 дворов. Проживают представители более 20 национальностей.

## Экономика
Основные направление хозяйства: лесная и деревообрабатывающая промышленность.
Крупнейшие предприятия:
- ОАО «Уйбатский леспромхоз» (шпалы, пиломатериалы, половые доски и др.),
- ООО «Лес» (шпалы, балансы и др.),
- лесхоз.